# Altınçayır, Ağrı
Altınçayır là một xã thuộc thành phố Ağrı, tỉnh Ağrı, Thổ Nhĩ Kỳ. Dân số thời điểm năm 2011 là 278 người.